# Chambre de commerce et d'industrie de Libourne
 (février 2017).
La chambre de commerce et d'industrie du Libourne est l'une des 2 CCI du département de la Gironde. Son siège est à Libourne au 125, avenue Georges Pompidou.
En 2016, la CCI de Bordeaux devient CCI Bordeaux Gironde par fusion avec la CCI de Libourne (décret du 10 février 2016 paru sur Legifrance :). Par arrêté du 16 mars 2016, la délégation de Libourne est créée dont les limites administratives couvrent l'arrondissement de Libourne.
Elle fait partie de la chambre de commerce et d'industrie de région Nouvelle-Aquitaine.

## Missions
À ce titre, elle est un organisme chargé de représenter les intérêts des 5 300 entreprises commerciales, industrielles et de service Libournaises  dans tous les débats à caractère économique et de leur apporter certains services. C'est un établissement public qui gère en outre des équipements au profit de ces entreprises.
Comme toutes les CCI, elle est placée sous la double tutelle du Ministère de l'Industrie et du Ministère des PME, du Commerce et de l'Artisanat.

### Compétences et missions
- Représenter et promouvoir l’économie de la circonscription auprès des pouvoirs publics et des collectivités locales ;
- Conseiller et aider les entreprises dans leur projet, en les informant et les aidant à chaque étape de leur vie ;
- Créer et gérer les équipements nécessaires au développement économique local.

Pour mener à bien ces différentes missions, la chambre de commerce et d’industrie de Libourne est organisée en pôles : 
- Création / reprise d'entreprise : bureau d'accueil, formalités (Centre de formalités des entreprises)
- Commerce et services : conseil individuel et animation collective (groupements professionnels)
- Industrie et animation économique : conseil individuel, gestion de la pépinière d'entreprise (espace Legendre) et de l'aérodrome.
- Environnement / Risques / Qualité : conseil individuel (pré-diagnostic environnemental), animation collective (club d'entreprises CEPAGES).
- Commerce international : conseil à l'exportation, animation collective (club vins et spiritueux), missions de prospection, accueil acheteurs, information, formalités, visas.
- Développement et informations économiques : relations avec les partenaires institutionnels, observatoire économique.
- CCI Habitat Sud-Ouest (logement des salariés des entreprises libournaises, collecte et gestion du 1 % logement : aides à l'accès au logement locatif, prêt à l'accession à la propriété, prêts pour travaux, aide à la mobilité).

### Gestion d'équipements
- Aérodrome de Libourne - Artigues-de-Lussac
- Pépinière d'entreprises

### Centres de formation
- Formation : ACIFOP, AQUITCOM ( BAC +5 Chefs de projets en conception de systèmes informatiques), ILFA (CFA), MASTER II Droit de la Vigne et du Vin

### Historique
Décembre 1910 : Création de la CCI.
Son président est depuis 2004, Yves Ratel

## Pour approfondir